# オランダ人の一覧
オランダ人の一覧（オランダじんのいちらん）は、オランダ人、あるいはオランダ出身者の一覧である。
多くのオランダ人の名前の特徴として、姓の最初にtussenvoegsel（トゥッセンフーフセル）という前置詞が付くことである。これは、van（ファン、英語でFrom、出身の意）、もしくはde（den、英語の定冠詞 Theに相当）がそれである。事務的な書類などでは、tussenvoegselは別に記入する場所があり、電話帳などで見つける場合はtussenvoegselを省いた名前で検索する必要がある。

## あ行
- ヘンドリック・アーフェルカンプ - 画家
- アルド・ファン・アイク - 建築家
- ヨアヒム・ウテワール - 画家
- マウリッツ・エッシャー - 画家
- シモン・エピスコピウス - 神学者
- ジョージ・ウーレンベック - 物理学者
- デジデリウス・エラスムス - 人文学者
- マックス・エーワ - 数学者・第5代チェスの世界チャンピオン
- ヤン・オールト - 天文学者
- ヨーハン・ファン・オルデンバルネフェルト - 政治家
- アフロジャック - DJ
- アーミン・ヴァン・ビューレン - DJ

## か行
- グイド・ヴァンロッサム - プログラミング言語Pythonの作者
- ジェラルド・カイパー - 天文学者
- アンワル・エル・ガジ - サッカー選手。オランダとモロッコの二重国籍者である
- ウィレム・デ・クーニング - 画家
- ジェローン・クラッベ - 俳優
- シルビア・クリステル - 女優
- フーゴー・グローティウス - 法学者・政治家
- レム・コールハース - 建築家
- テオ・ファン・ゴッホ - 映画監督
- フィンセント・ファン・ゴッホ - 画家

## さ行
- サンダーヴァン・ドーン - DJ
- シドニー・サムソン - DJ
- ジェイ・ハード・ウェイ - DJ
- ショウテック - DJ
- アンドリュー・ジョーンズ - 野球選手
- イエケリーヌ・スタンジェ - ファッションモデル
- ヤン・ステーン - 画家
- バールーフ・デ・スピノザ - 哲学者、神学者
- カスペル・スポルク - ナチス武装親衛隊下士官、騎士鉄十字章受章者

## た行
- アベル・タスマン - 探検家
- キャンディ・ダルファー - サックス奏者
- デイニアック - DJ
- ティエスト - DJ
- コルネーリス・ティーレ - 神学者、宗教学者
- テオ・ファン・ドースブルフ - 画家・建築家
- カレル・ドールマン - 軍人
- ヘーラルト・トホーフト - 理論物理学者
- ドンディアブロ - DJ

## な行
- ニッキー・ロメロ - DJ

## は行
- ハードウェル - DJ
- アンドレ・ハーゼス - 歌手
- ポール・バーホーベン - 映画監督
- ボイ・ハイエ - レーサー
- ルトガー・ハウアー - 俳優
- カリス・ファン・ハウテン - 女優
- マルコ・ファン・バステン - サッカー選手
- ハドリアヌス6世 - ローマ教皇
- マタ・ハリ - スパイ
- フランス・ハルス - 画家
- ヤン・ペーター・バルケネンデ - 首相
- ライモント・ファン・バルネフェルト - ダーツ・プレイヤー
- ウィレム・バレンツ - 探検家
- ウラディミール・バレンティン - 野球選手
- アントン・パンネクーク - 天文学者
- パウル・ビーヘル - 児童文学者
- フェデルデ・グランド - DJ
- フレデリック・フィリップス - フィリップス社の創業者
- ヨス・フェルスタッペン - レーサー
- ヨハネス・フェルメール - 画家
- マルチン・ゲルリッツエン・フリース - 探検家
- デルク＝エルスコ・ブラインス - ナチス武装親衛隊下士官、騎士鉄十字章受章者
- ヤン・デ・フリース - 学者。北欧神話の碩学
- ディック・ブルーナ - イラストレーター、絵本作家
- ニコラス・ブルームバーゲン - 物理学者。ノーベル物理学賞を受賞
- アルベルト・プレスマン - 実業家。KLMオランダ航空創設者
- ジョバンニ・ファン・ブロンクホルスト - サッカー選手
- ヤン・ファン・ホーイェン - 画家
- クリスティアーン・ホイヘンス - 数学者・物理学者・天文学者
- ヨハン・ホイジンガ - 歴史家
- ピーター・ファン・デン・ホーヘンバンド - 競泳自由形選手
- ヤン・デ・ボン - 映画撮影監督
- ヴァレンシア - ミュージシャン
- ロビー・ヴァレンタイン - ミュージシャン
- マックス・フェルスタッペン - レーサー

## ま行
- マーティン・ギャリックス - DJ
- カレン・マルダー - モデル
- ピーテル・ファン・ミュッセンブルーク - 科学者
- ウィレム・メンゲルベルク - 指揮者
- ヘラルダス・モーイマン - ナチス武装親衛隊SS少尉、外国人初の騎士鉄十字章受章者
- ピエト・モンドリアン - 画家
- ミリン・ダヨ

## や行
- ファムケ・ヤンセン - 女優
- ヤン・ヨーステン（耶楊子） - 航海士
- ヨハン・ヨンキント - 画家
- ヨス・フェルスタッペン - レーサー

## ら行
- ヤン・ラマース - レーサー
- R3hab - DJ
- ヘリット・リートフェルト - 建築家・デザイナー
- チャールズ・デ・リント - ファンタジー作家
- アリー・ルイエンダイク - レーサー
- レイドバックルーク - DJ
- レーウェンフック - 生物学者
- レオ・レオニ - イラストレーター、絵本作家
- レンブラント・ファン・レイン - 画家
- ジィズ・ヴァン・レネップ - レーサー
- ヘンドリック・ローレンツ - 物理学者。ノーベル物理学賞を受賞。
- ベルト・レーリンク - 法学者、裁判官。東京裁判のオランダ代表判事。

## わ行
- ヨハネス・ファン・デル・ワールス - 物理学者。ノーベル物理学賞を受賞。
- エド・デ・ワールト - 指揮者

## 在外、オランダ系移民
- アレクサンダー・ファン・デア・ベレン - オーストリアの次期大統領。父がオランダ系ロシア人貴族出身。
- A・E・ヴァン・ヴォークト - カナダのSF作家
- マーティン・ヴァン・ビューレン - 第8代アメリカ合衆国大統領
- トーマス・エジソン - アメリカ合衆国の発明家。ゼネラル・エレクトリックの前身の創業者。
- サスキア・サッセン - アルゼンチンの社会学者。
- ブルース・スプリングスティーン - アメリカ合衆国のミュージシャン
- マーク・ノップラー - イギリスのミュージシャン、音楽プロデューサー
- ネルソン・ピケ - ブラジルのレーサー。
- シコ・ブアルキ - ブラジルの音楽家、作家。
- ジルベルト・フレイレ - ブラジルの人類学者、社会学者、思想家。
- エドワード・ヴァン・ヘイレン - アメリカ合衆国のギタリスト。
- カレン・ホーナイ - 精神分析家。
- ルーズベルト家 - 植民地時代から続くニューヨークの名門。
  - セオドア・ルーズベルト - 第26代アメリカ合衆国大統領。米西キューバ戦争におけるラフ・ライダースの指揮官。
  - フランクリン・デラノ・ルーズベルト - 第32代アメリカ合衆国大統領。ニューディール政策の実行者。
- レベッカ・ローミン - アメリカ合衆国の女優、オランダ系アメリカ人。
- ロバート・ゼーリック - 世界銀行総裁、政治家、ドイツ人の血も引く。
- ヴァルテル・ヴァンデルレイ - ブラジルの音楽家。ボサノヴァのオルガン奏者。ワルター・ワンダレイとも。
- ジョアン・マウリシオ・ヴァンデルレイ - ブラジルの政治家。
- カール・ヴァン・ヴェクテン - アメリカ合衆国の作家・写真家。

## オランダに住んだ人物
- コメニウス - モラビアの宗教家
- アンネ・フランク - ホロコーストの犠牲者
- オットー・フランク - 実業家でアンネ・フランクの父
- ピエール・ベール - 哲学者、思想家